# 福田こうへいのゆっくり行ぐべぇ〜
『福田こうへいのゆっくり行ぐべぇ〜』（ふくだこうへいのゆっくりいくべぇー）は、2013年4月17日よりIBC岩手放送で制作のラジオ番組、NRN加盟局の一部でも放送。2022年12月4日の放送で500回を迎えた。また、IBC岩手放送のみで、11:05 - 12:00に500回記念の特別番組が放送された。

## 出演
- 福田こうへい（演歌・民謡歌手。雫石町出身）
- 風見好栄（IBC岩手放送アナウンサー） - 2023年7月16日から休み、10月1日降板。
- 菊池幸見（IBC岩手放送アナウンサー） - 2023年7月16日から風見好栄の代役。10月1日から正式にアシスタントとして務める。

## 番組内容
「歌手・福田こうへいの素顔に迫る」をコンセプトに、リスナーからのメール紹介と福田の楽曲紹介で構成。

## ネット局と放送日時
- IBC岩手放送（制作局）
  - 日曜 6:45 - 7:00[1]
- STVラジオ※NRN単独局。
  - 月曜 5:35 - 5:50 (2024年1月現在)　2019年10月5日より放送開始[2]。
- RAB 青森放送
  - 日曜 5:00 - 5:15（2020年4月5日より放送開始）
- TBC 東北放送
  - 土曜 17:30 - 17:45（楽天デーゲーム中継時は休止となる場合あり）
- ABS 秋田放送
  - 月曜 16:35 - 16:50（2020年3月30日より放送開始）
- YBC 山形放送
  - 日曜 12:10 - 12:25（2020年4月5日より放送開始）
- RFC ラジオ福島
  - 日曜 19:00 - 19:15（2019年10月5日より放送日時変更）
- CRT 栃木放送※NRN単独局。
  - 火曜 5:00 - 5:15（2019年10月5日より放送開始）
- KNB 北日本放送
  - 日曜 5:30 - 5:45（2021年4月より放送日時変更）[3]
- RNB 南海放送
  - 金曜 5:10 - 5:25（2019年10月5日より放送開始）